# Evodianthus funifer
Evodianthus es un género monotípico  de plantas con flores perteneciente a la familia Cyclanthaceae. Su única especie:  Evodianthus funifer es originaria de América.

## Descripción
Plantas lianoides, trepando por las raíces. Lámina de las hojas 1-acostillada, bífida 2/3 de su longitud, segmentos mucho más largos que anchos, 4–5 cm de ancho, verde obscuro lustrosa en la haz, más pálida y opaca en el envés, escabrosa cuando seca, hojas inmaduras frecuentemente enteras; pecíolo y vaina en conjunto 30–40 cm de largo, aplanados arriba. Espatas 3, agrupadas justo debajo del espádice; espádice ovoide-globoso, 2.5–3 cm de largo y 1.5–2 cm de ancho; flores estaminadas simétricas con 2 verticilos del perianto, infundibuliformes, pediceladas; flores pistiladas libres hasta la base, tépalos triangulares, puntiagudos, más largos que los estigmas y curvándose hacia adentro sobre estos, estigmas lateralmente comprimidos cuando jóvenes, ovoides cuando en fruto. Frutos maduros anaranjado pálidos, libres; semillas oblongo-elípticas, aplanadas.

## Distribución y hábitat
Especie rara, se encuentra en los bosques primarios muy húmedos, zona atlántica; a una altitud de 0–100 m; fl y fr mar–sep; es común y ampliamente distribuida desde Nicaragua hasta Brasil. Un género monotípico, fácil de reconocer por sus hojas ásperas al secarse.

## Taxonomía
Evodianthus funifer fue descrita por (Poit.) Lindm.  y publicado en Bihang till Kongliga Svenska Vetenskaps-Akademiens Handlingar 26(3/8): 8. 1900.
Variedades:
- Evodianthus funifer subsp. funifer
- Evodianthus funifer subsp. trailianus (Drude) Harling

Sinonimia
- Carludovica funifera (Poit.) Kunth
- Ludovia funifera Poit. basónimo
- Salmia funifera (Poit.) Spreng.

subsp. funifer
- Carludovica chelidonura Drude
- Carludovica coronata Gleason
- Carludovica oerstedii Hemsl.
- Carludovica subacaulis (Poit.) Kunth
- Evodianthus angustifolius Oerst.
- Evodianthus freyreissii Lindm.
- Ludovia subacaulis Poit.
- Salmia subacaulis (Poit.) Schult. & Schult.f.

subsp. trailianus (Drude) Harling
- Carludovica heterophylla Mart. ex Drude
- Carludovica trailiana Drude[3]